# Pu-er
| Chinees          | 普洱茶 pǔ'ěrchá |
| Watertemperatuur | 95 °C - 100 °C  |
| Laten trekken    | 3-5 minuten     |

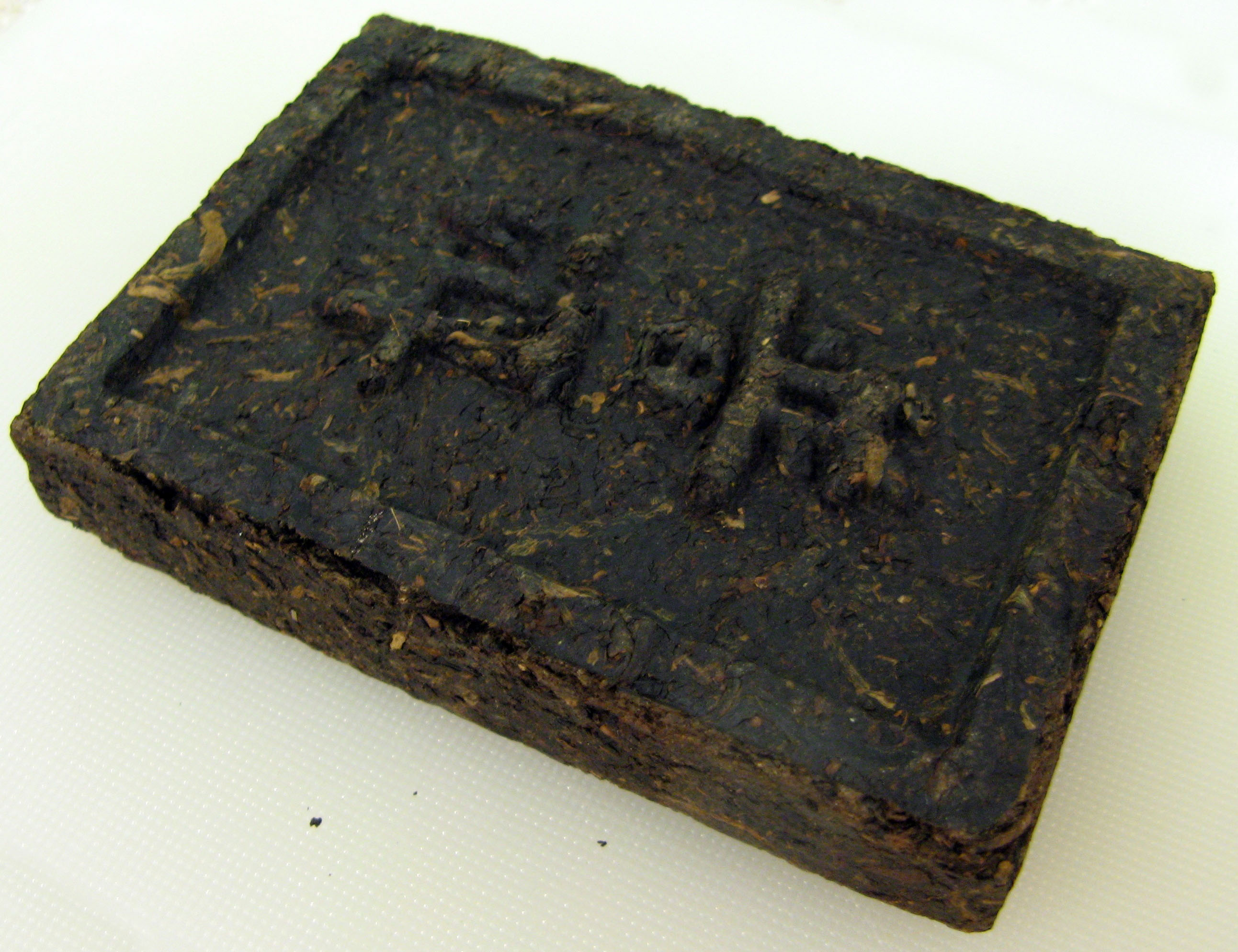
Blok geperste thee

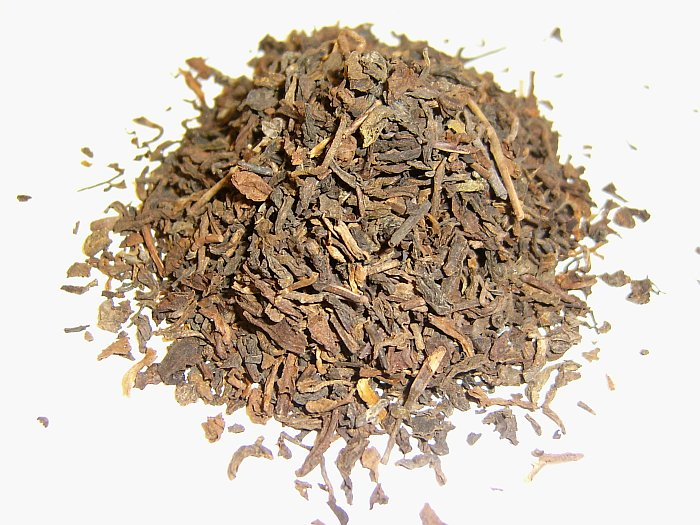
Theebladeren

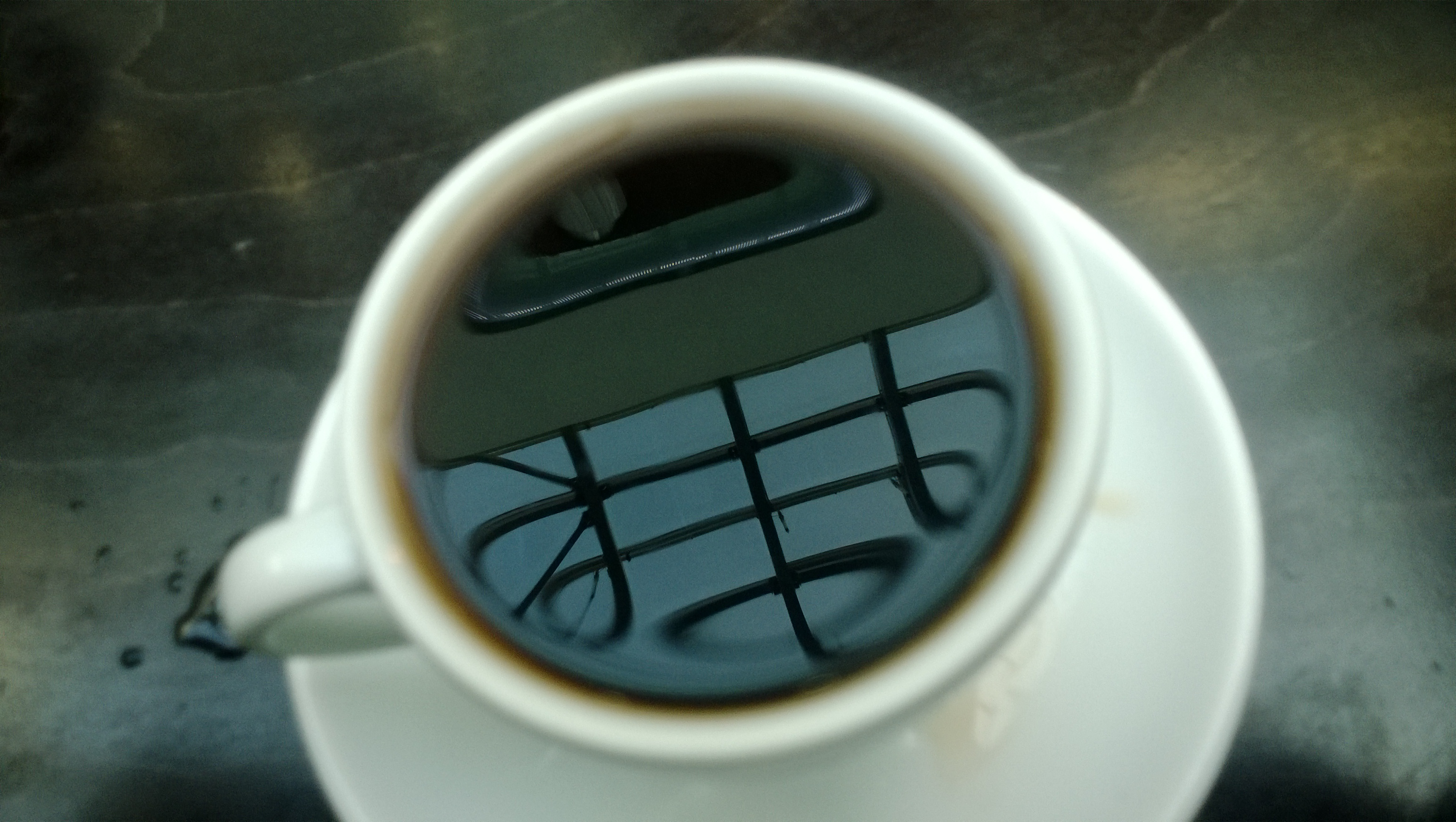
De donkere kleur leidde tot de benaming "zwarte thee"

Pu-erthee (ook wel pu-erh, uit het Chinees: 普洱茶, pǔ'ěrchá) is een thee die net als groene en zwarte thee afkomstig is van de bladeren van de theestruik (Camellia sinensis). De thee stamt uit het gebied rondom de stad Pu'er in de Chinese provincie Yunnan, waar sinds 1700 jaar thee vervaardigd wordt.

## Productie
Pu-erthee doorloopt een rijpingsproces met fermentatie, waardoor de donkerrode kleur en de krachtige aardachtige smaak ontstaat. Een pu-erthee die in de jaren 60 geproduceerd werd was een groene thee die niet geoxideerd was. Door inwerking van bacteriën en gisten fermenteren de theeblaadjes. Deze thee werd gestoomd, en in plakken, tegeltjes of kogeltjes samengeperst. Daarna werd de thee te drogen gelegd en opgeslagen om te rijpen. In die tijd duurde de rijping minstens vijf jaar. Eind jaren 60 en begin jaren 70 werd een nieuw rijpingsproces bedacht om het proces kunstmatig te versnellen. De thee kon hierdoor in een paar maanden drinkbaar gemaakt worden en werd voor de theeindustrie dus sneller verkoopbaar. Tegenwoordig worden beide methoden naast elkaar toegepast, waardoor er zowel ruwe thee als rijpe gekookte behandelde thee voorhanden is.

## Vormen
Oorspronkelijk werd de thee voor eenvoudig transport in vormen geperst tot theeblokken. Tegenwoordig wordt pu-er ook als losse thee verkocht.
In tegenstelling tot de meeste groene en zwarte theesoorten wordt pu-erthee smakelijker en beter door de ouderdom. Kwalitatief hoogwaardige thee kan zoals alle theesoorten meerdere keren met water opgegoten worden.

## Gezondheid
Wetenschappelijk onderzoek beschrijft hoe de consumptie van pu-ertheebladeren vetzuursynthase significant vermindert in de lever van ratten. Gewichtstoename, triacylglycerolgehalte en het totale cholesterolgehalte gingen eveneens omlaag. De compositie van de chemische componenten die verantwoordelijk zijn voor deze effecten (catechine, cafeïne en theanine) verschillen drastisch tussen pu-er, oolong, zwarte en groene thee. 
Polyfenolen worden o.a. gesuggereerd als specifieke mechanismen waardoor de chemische componenten in pu-erthee de biosynthese van cholesterol remt. Kleine hoeveelheden van het cholesterolverlagende lovastatine werden opgemeten in rijpe theemonsters.
Pu-erthee wordt vaak verkocht als afslankmiddel, hoewel sluitend bewijs voor deze stelling ontbreekt. De thee heeft het imago van vetverbrander (mogelijkerwijze door de invloed op de stofwisseling). Pu-erthee bevat net als andere theesoorten secundaire plantenstoffen, echter in hogere concentraties dan andere groene theesoorten. Ook een extract in capsulevorm is op de markt verkrijgbaar.

### Kritiek op slankmakende werking
De Verbraucherzentrale Nordrhein-Westfalen neemt stelling tegen de claim dat pu-erthee als 'slankmaker' kan werken:

Bijzonder problematisch zijn de aanbevolen grote hoeveelheden die men moet drinken van 1,5 liter pu-erthee per dag, omdat het cafeïnegehalte met dat van zwarte thee overeenkomt. (...) Zeer zeker is deze thee geen slankmaker. (...) Thee-extracten in capsulevorm zijn een pseudoproduct.

## Prijs
Vanwege de lange rijping is pu-erthee zeer kostbaar. Er is echter ook pu-erthee verkrijgbaar die minder lang heeft gerijpt en veel goedkoper is.